# Doireann Ní Ghríofa
Doireann Ní Ghríofa, född 29 april 1981 i Galway, i Irland, är en irländsk poet och essäist. Ní Ghríofa växte upp i County Clare men bor nu i County Cork, hon skriver både på iriska och engelska.